# According to Greta
According to Greta (br: Greta) é um filme de drama e romance norte-americano. Estreou apenas nos cinemas norte-americanos, no dia 11 de Dezembro de 2009. Posteriormente o DVD foi lançado na Austrália, no dia 25 de Novembro de 2009 e nos Estados Unidos, no dia 19 de Janeiro de 2010.
Foi dirigido pela estreante no mundo cinematográfico Nancy Bardawil, Co-Dirigido por Hilary Duff enquanto o roteiro foi escrito por Michael Gilvary de "Dust Devil".

## Enredo
Greta é uma jovem de dezessete anos, brilhante, bela e rebelde, cheia de humor sarcástico que quase não esconde a tristeza em seu interior. Greta é enviada para passar um tempo com os avós (Ellen Burstyn e Michael Murphy) em Ocean Grove, New Jersey, enquanto a mãe busca salvar seu terceiro casamento. Greta é uma menina de questões, o principal dela é a atitude ruim e o desejo de morte. Ela mantém uma lista de variadas formas de morrer, e uma lista das coisas que ela quer fazer antes de se retirar do mundo. Durante a estadia na casa dos avós, Greta arranja um emprego no qual ela irá trabalhar como garçonete e conhece um jovem chamado Julie (Evan Ross) que trabalha como cozinheiro nesse mesmo restaurante e tem um registro criminal. Registo criminal que não irá influenciar de algum modo Greta, pois Julie preocupa-se com Greta pois gosta mesmo dela, e mudou bastante enquanto esteve preso. Ao longo do filme, revela-se que Greta assistiu ao pai cometer suicídio com um tiro na boca, o que a leva em parte a escrever suas listas, pois se traumatizou bastante com a cena que presenciou. Em uma de suas tentativas de suicídio (se jogando de um barco, amarrando o pé a uma âncora), Greta quase causa o infarto de sua avó. Isso a ajuda a perceber que enquanto algumas pessoas lutam para salvar sua vida, ela está fazendo de tudo para acabar com a sua, o que a faz mudar de pensamento. No fim do filme, Greta também se reconcilia com sua mãe, e consegue finalmente ver uma foto de seu pai (pois não se lembrava de sua aparência).

## Elenco
- Hilary Duff - Greta
- Ellen Burstyn - Katherine
- Michael Murphy - Joseph
- Evan Ross - Julie
- Melissa Leo - Karen
- Oren Skoog - Steve
- Maury Ginsberg - Lou
- Dave Shalansky - The Installer
- Christopher Hakim - Andrew
- Vivan Dugré - Donna